# Martin Waldseemüller
Martin Waldseemüller (ur. ok. 1470–1475, zm. 16 marca 1520) – niemiecki kosmograf, na którego mapie pojawia się Pacyfik zanim Vasco Núñez de Balboa dotarł nad jego wybrzeże. W dziele Cosmographiae introductio oraz na mapie Universalis Cosmographia z 1507 jako pierwszy użył określenia Ameryka dla nazwania niedawno odkrytego kontynentu na zachodzie.